# Munkácsi vár
A munkácsi vár (ukránul Замок Паланок [Zamok Palanok], németül Burg Palanok, vagyis Palánkai vár) Kárpátalja legnevezetesebb, legszebb történelmi műemléke, amely fontos szerepet játszott a magyar történelemben.
A vár nagy jelentőséggel bírt a Habsburg-ellenes mozgalmak korában. Zrínyi Ilona vezetése alatt, az 1685–1688 közötti években hősiesen ellenálló várőrség utolsóként kapitulált a Rákóczi-szabadságharc idején. A Habsburg uralom alá került várat 1787-től fogházzá, majd börtönné alakították át, ahol sok neves forradalmár raboskodott. Az 1848–49-es forradalom és szabadságharc idején ismét a szabadság vára volt, utolsók között tette le a fegyvert 1849-ben. 1855–1896 között ismét börtönként használták. Ezt követően volt magyar, csehszlovák és szovjet laktanya, működött falai között traktorosiskola is. A vár jelenleg műemlék benne múzeummal.

## A vár alaprajza és szerkezete
Munkács ugyanis sziklán épült, melyet csak kevés föld takar, e sziklahegy rónaságból emelkedik föl úgy, hogy egy jó mérföldnyire nincsen közelében semmi magaslat. Csak ily távolságból kezd emelkedni a vidék, egész magas Beszkid-hegyekig. A Tisza felől, a mely ide négy órányira foly: nincsen egyéb rendkívül sűrű erdőségnél, a melyben bámulatos terjedelmű-magasságú és egyenességű tölgyek találtatnak, avagy roppant mocsaraknál, a melyeket a munkácsi hercegséggel határos máramarosi hegyekről lefolyó vizek képeznek: e vízeknek folyása beléjök dölt fáktól meglévén akadályozva, annyira átszivárogják a földet, hogy az utak csak kemény télben járhatók. A Latorcza folyó, mely a Beszkid-hegyekből ered, egy puska lövésnyire folyik a munkácsi várhegytől.

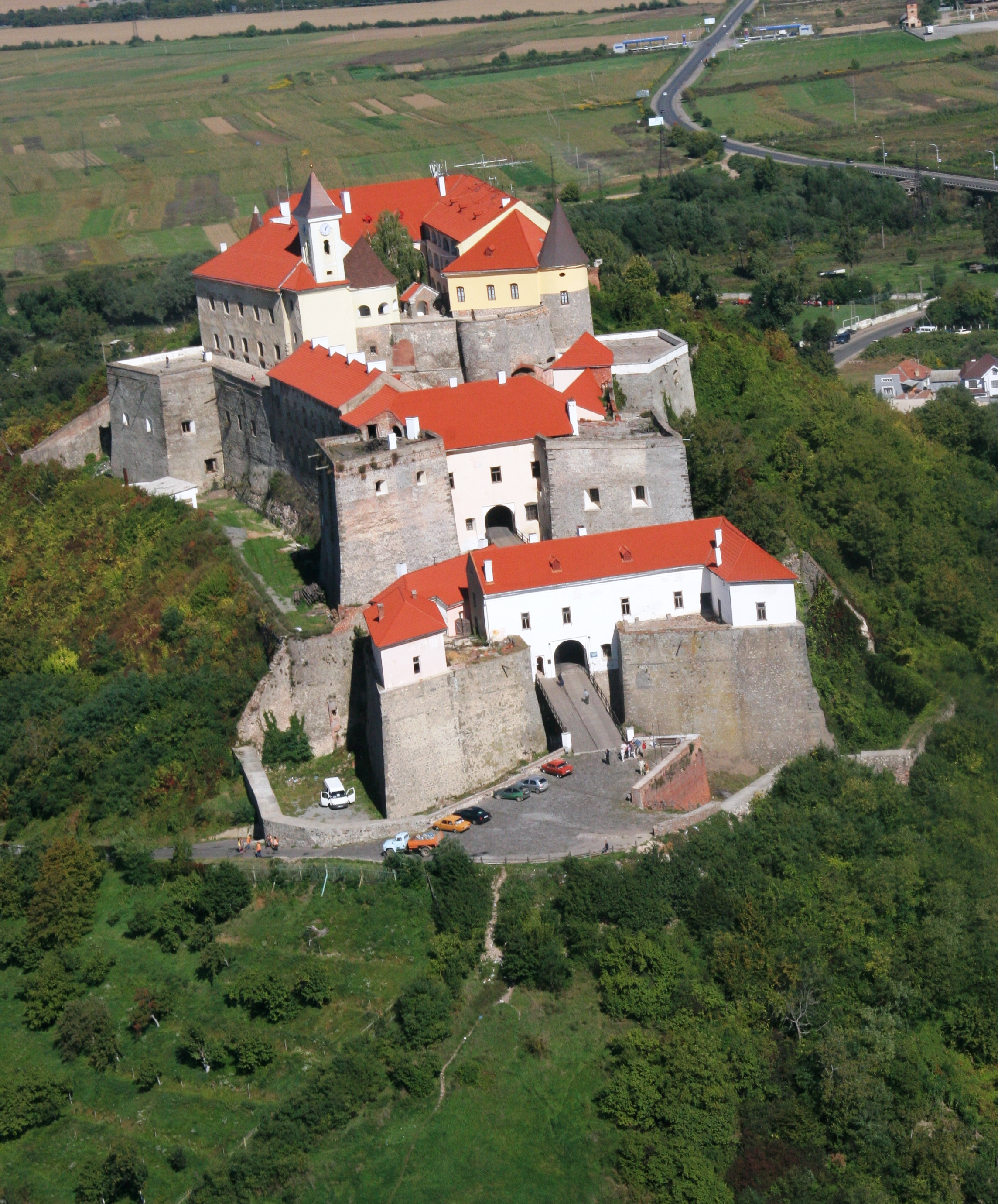
A vár három szintje

A munkácsi várhegy a síkság kellős közepéből emelkedik ki. Vulkanikus eredetű, 408 méter hosszú, 266 méter széles és 68 méterrel magasabb a környező területeknél. A 250 méter hosszú és maximálisan 110 méter széles, teraszokra épült vár alapterülete közel 14 000 m². A vár három, külön ellátott védelmi rendszerből áll, melyek a különböző magasságú teraszokon állnak.
A legmagasabb részen áll a fellegvár, ami egyben a legrégebbi rész. A 6 méterrel lejjebb lévő teraszon áll a középső vár. Az alsó vár a 10 méterrel alacsonyabb teraszon helyezkedik el. Egy negyedik teraszon, 10 méterrel lejjebb a 20. század elejéig létezett egy kapubástya, amely a déli oldalról felvezető utat védte. Az erőd néhol 3,8 méter vastagságú falait nyolc külső szögletes olaszbástya és három körbástya erősíti.

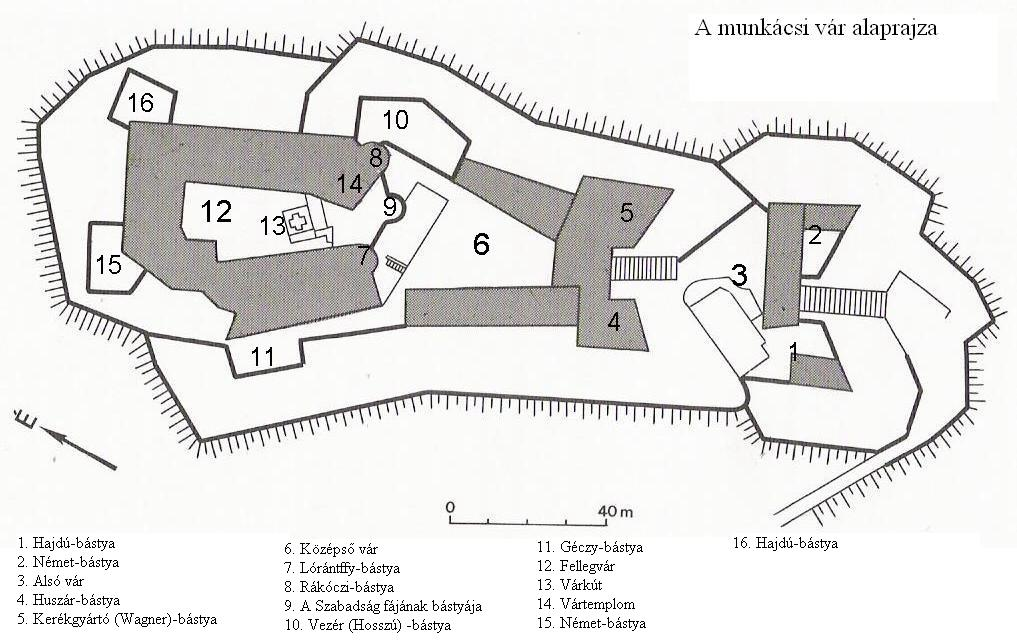
A munkácsi vár alaprajza

Az alsó vár bejáratától jobbra a Német-, balról a Hajdú-bástya található. Az alsó várban éltek a várat kiszolgáló szolgák és kézművesek. Az alsó és középső vár között 10–12 méter mély szárazárok húzódik. A középső vár kapujától balra a Huszár-, jobbra a Kerékgyártó (Wagner)-bástya helyezkedik el. A középső vár udvara a Rákóczi tér. A tér 2–3 szintes épületeiben a várvédő katonaság kaszárnyái, lőszerraktárak, a lovagterem és az élelmiszerraktárak voltak. A kapuval szemben állt egykor a várkapitány háza, amelyet a 20. század második felében lebontottak. A fellegvár helyén egykor egy lakótorony volt, amelyet Korjatovics Tódor herceg idején tovább bővítettek. Az akkori négybástyás erődfal három, 3,9 méter átmérőjű körbástyája átépítve még ma is áll. Balra a Lorántffy-, jobbra a Rákóczi-bástya áll. A kettő között helyezkedik el a Szabadság fájának bástyája. A Lorántffy-bástya mellett álló torony a vár legmagasabb építménye. A toronyból kijuthatunk a Géczy-bástyára és a fellegvárba. A Rákóczi-bástyánál lehet kijutni a Vezér (Hosszú)-bástyára. A fellegvárban lakott a várúr és udvartartása. A 2–3 szintes palotaépületeket az udvar három oldalán árkádos kerengő kapcsolja össze. A fellegvár udvarán áll a kút, átmérője 2,5 méter, mélysége 86 méter. 71 méter mélységben a kútból titkos járatot vájtak a Latorca partjához. A fellegvár északi kiszögelésein nyugatról a Német-, keletről a Hajdú-bástya található.
A vár mai formáját a Rákóczi-szabadságharc idején nyerte el.

## Története

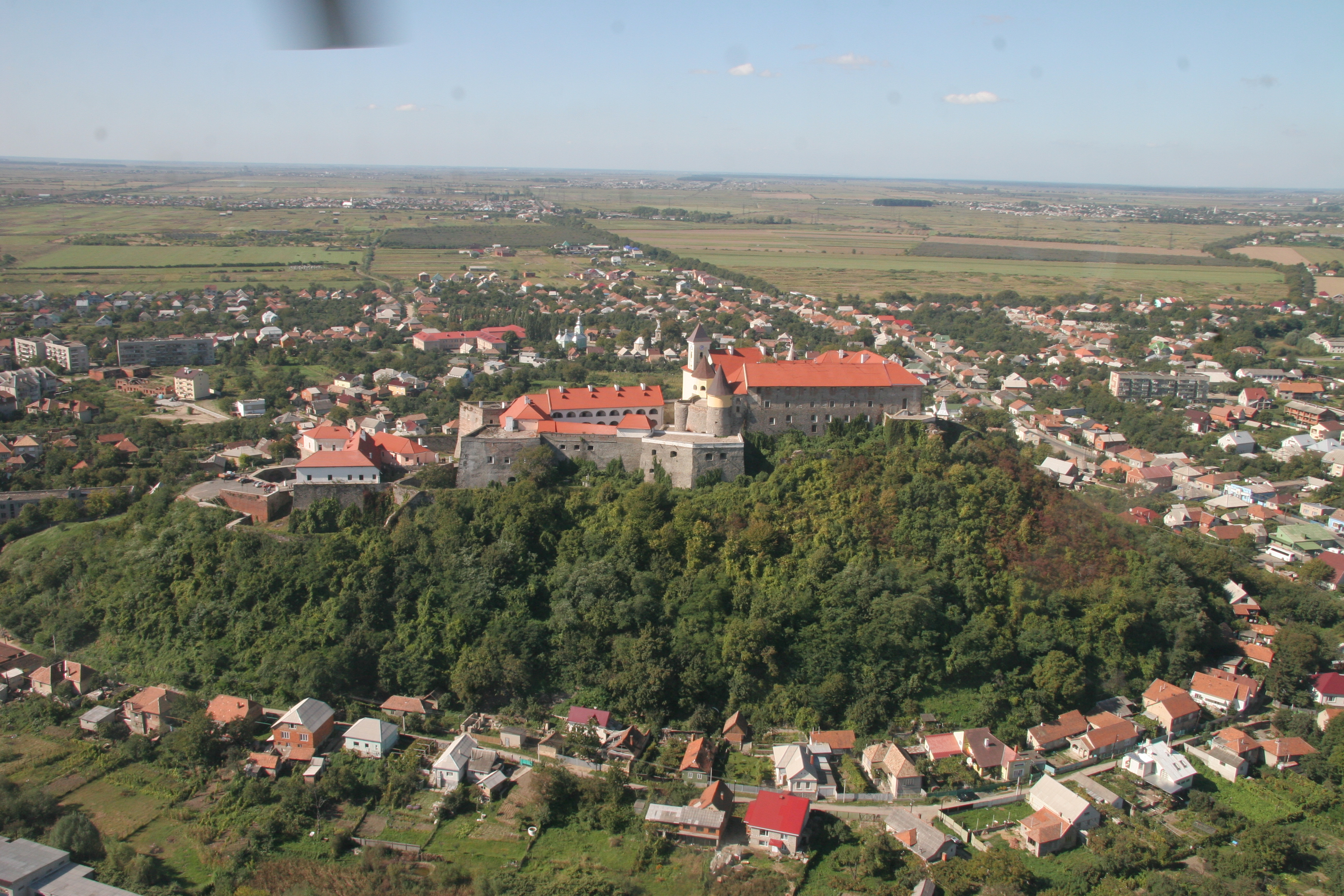
A vár látképe

### Alapításától  1541-ig[4][5]
A vár megépítésének körülményeiről nincsenek pontos adataink. A régészeti kutatások arról tanúskodnak, hogy vidéke már a neolit korszakban lakott volt, a bronz- és vaskorszakban pedig földvár állt a mai vár helyén. A honfoglaláskor cölöpökből emelt erődítmény állt a mai várhegy csúcsán.
Szent István különleges jelentőséget tulajdonított a várnak, megerősítette falait, Szent László királyunk tovább folytatta ezt a munkát, kőfalat építtetett köré.
Anonymus, III. Béla király jegyzője a Gesta Hungarorumban (A magyarok viselt dolgai) megemlíti, hogy a hét vezér és csapataik, átkelve a Vereckei-hágón és az alatta fekvő hegyvidéken, nagyon elfáradtak és elhatározták, hogy megpihennek ezen a helyen. Mivel a vidéket nagy nehézségek (munka) árán érték el, a települést Munkácsnak nevezték el. Egy másik legenda szerint a vár és a város neve a szláv eredetű „múka” („szenvedés”) szóból ered, mivel a vár építése, a hozzá szükséges kövek felhordása sok munkával, szenvedéssel járt.
1086-ban Munkácsot a besenyők támadták meg, öt napon át ostromolták a várat, elfoglalni azonban nem tudták.
A város gyors fejlődése III. Béla király idején kezdődött, történelme során azonban többször is elpusztult. 1190-ben például a tatárok végigpusztították Bereg és Ung vármegye falvait, ostrom alá vették a munkácsi várat is, de elfoglalni nem tudták, kénytelenek voltak visszavonulni Galícia felé.
1241-ben Batu kán 60 ezres serege tört be Magyarországra a Vereckei-hágón keresztül. A várost lerombolta, a várat elfoglalni azonban nem tudta.
A tatárok visszavonulása után, 1242-ben IV. Béla utasítást adott új várak építésére, a meglévők megerősítésére. A 13. század folyamán Munkács vára Magyarország egyik legnagyobb és legjobban védett erősségévé vált.

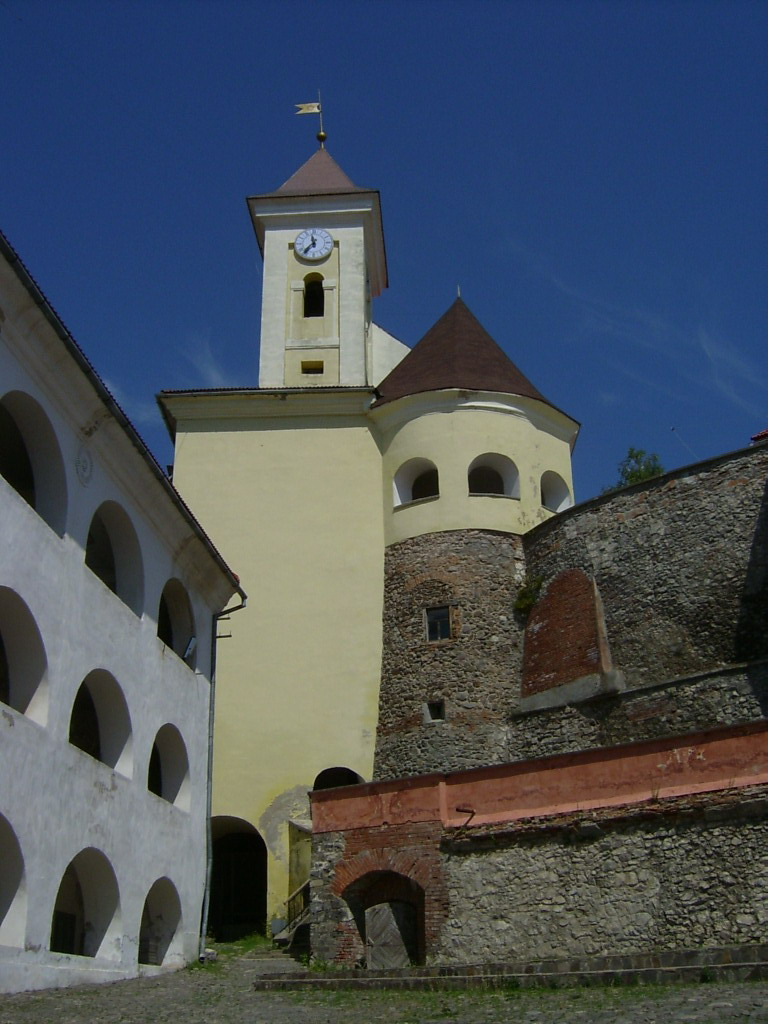
Munkács vára

Károly Róbert nagyra becsülte jelentőségét az egyre jobban megerősödő Lengyelországgal és Oroszországgal szemben, ezért birtokába vette, olasz mestereket hívott meg átépítésére, megerősítésére. Nagy Lajos (1342–1382) tovább folytatta  építését.
1352-ben újabb tatár sereg érkezett a vár alá, helyőrsége azonban nemcsak ellenállt támadásának, de a falak mögül kitörve megsemmisítő csapást mért az ellenségre, rabul ejtette és lefejeztette Atlamos kánt.
Jelentős szerepet játszott a vár történetében Korjatovics Tódor podóliai herceg, akit rokoni kapcsolatok fűztek a magyar királyi udvarhoz. Egyik nővére Zsigmond király édesanyja volt. 1396-ban Zsigmond neki adományozta a várat és a hozzá tartozó domíniumot.
Ő udvarával együtt Munkács vidékére költözött, tevékenységével nagymértékben elősegítette Kárpátalja gazdasági, kulturális fejlődését. Udvarát a munkácsi várban rendezte be, jelentősen kibővítve azt. Lábánál széles árkot ástak és vízzel töltötték meg, a vár felé eső partján tölgyfa palánkot építettek. Innen ered a vár másik neve: „Palánk”. Ezzel bevehetetlen erőddé vált.
Korjatovics Tódor és feleségének halála után gyakran változtak a munkácsi vár urai. A stratégiailag rendkívül fontos erődítmény kiemelkedő szerepet játszott a vidék 15–17. századi történetében.
A várat 1423-tól Brankovics György rác despota birtokolta, 1439-től Palóczy László, majd 1445-ben Hunyadi János kormányzó lett a vár ura. Halála után, 1456-ban özvegye, Szilágyi Erzsébet lett a vár úrnője. Később Mátyás király, majd Corvin János birtokában volt.
Munkács népe aktívan részt vett Dózsa György 1514. évi parasztlázadásában. A felkelők rohammal elfoglalták a munkácsi, a huszti és a királyházai várakat.
A munkácsi vár és domíniuma 1514-ben a magyar korona tulajdonává vált és tulajdonjoga királyról királyra szállt. A vár a parasztháború során súlyos károkat szenvedett. Javításához II. Lajos (1516–1526) nagy erőkkel látott hozzá, azonban teljesen rendbe hozni akkor nem sikerült. 1527-ben a vár még II. Lajos özvegye, Mária királyné birtokában volt, de 1528-ban Szapolyai János elfoglalta azt, majd egy év múlva Báthori István nádorral más várakkal kicserélte.
Báthory István felépítette a felső vár gyűrű alakú bástyáját és 14 méter magas figyelőtornyát, 1537-ben azonban I. Ferdinánd ostrom alá vette, majd elfoglalta a várat.

### A török korban[4][5]
1541 után a vár Szapolyai János fiáé, János Zsigmondé lett, a valóságban azonban helyette édesanyja, Izabella királyné kormányzott. A vár tulajdonképpen csak Izabella halála után került 19 éves fia tulajdonába, aki 1567-ig birtokolta.
1560-ban I. Ferdinánd császár a várat Dobó Istvánnak adományozta, de mivel az éppen az ellenség kezén volt, Dobó nem vehette át az adományt. 1567-ben a császári csapatok elfoglalták a várat. 1573-ban II. Miksa császár Mágócsy Gáspárnak zálogosította el. Ekkor nősült be Rákóczi Zsigmond a Mágócsi családba, és így jutott a vár később a Rákóczi-család birtokába. 1611-ben Eszterházy Miklós tulajdonába került.

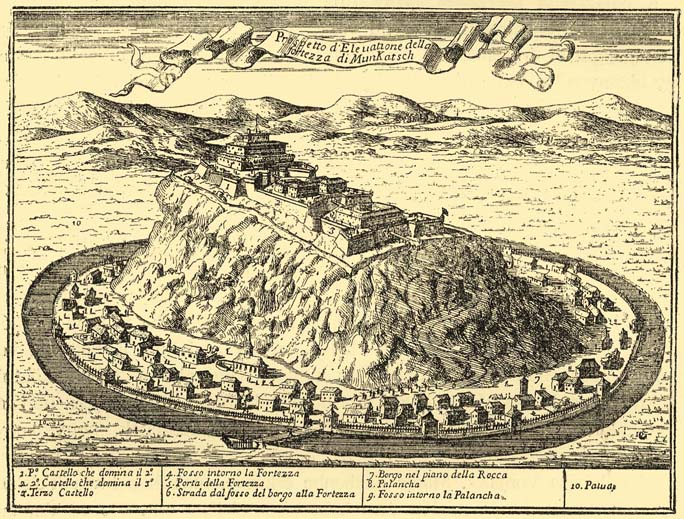
A vár 17. századi ábrázolása

1625-ben Bethlen Gábor erdélyi fejedelem 300 000 forintért megvásárolta a várat és domíniumát. Ez időben javíttatta ki Balling János várkapitány a várat, középső udvarán új épületet emelt. 1857-ben, amikor a várat börtönné alakították át, a felső vár egyik folyosóján emléktáblát találtak, amelyen latin nyelven a következők álltak:
Nemes gelsei Balling János úr
Munkács vára és erődítménye
főkapitányságának gondjával és
hűségével megkezdetett és
befejeztetett az 1629. esztendőben)
A várnak ekkor 14 bástyája volt, valamint középső udvarán új épületet emelt.  Felső részében állt a várpalota, amelyhez kőből rakott széles lépcsősor vezetett.
Bethlen Gábor halála (1629) után a vár tulajdonjoga feleségére, Brandenburgi Katalinra szállt, aki azonban néhány hónap múlva kénytelen volt átadni azt I. Rákóczi György erdélyi fejedelemnek.
Az örökösödési jog értelmében a várnak ugyan Brandenburgi Katalin halála után a Habsburg királyi házra kellett volna szállnia, de I. Rákóczi György mindent elkövetett annak érdekében, hogy megszerezze ezt a stratégiailag rendkívül fontos erődítményt. Ebben nagy segítségére volt Balling János várkapitány is, aki egyszerűen nem engedte be a várba a királyi követeket. A munkácsi vár tehát a Rákóczi-család birtokába jutott, és ezzel történetének talán legdicsőségesebb korszaka vette kezdetét.

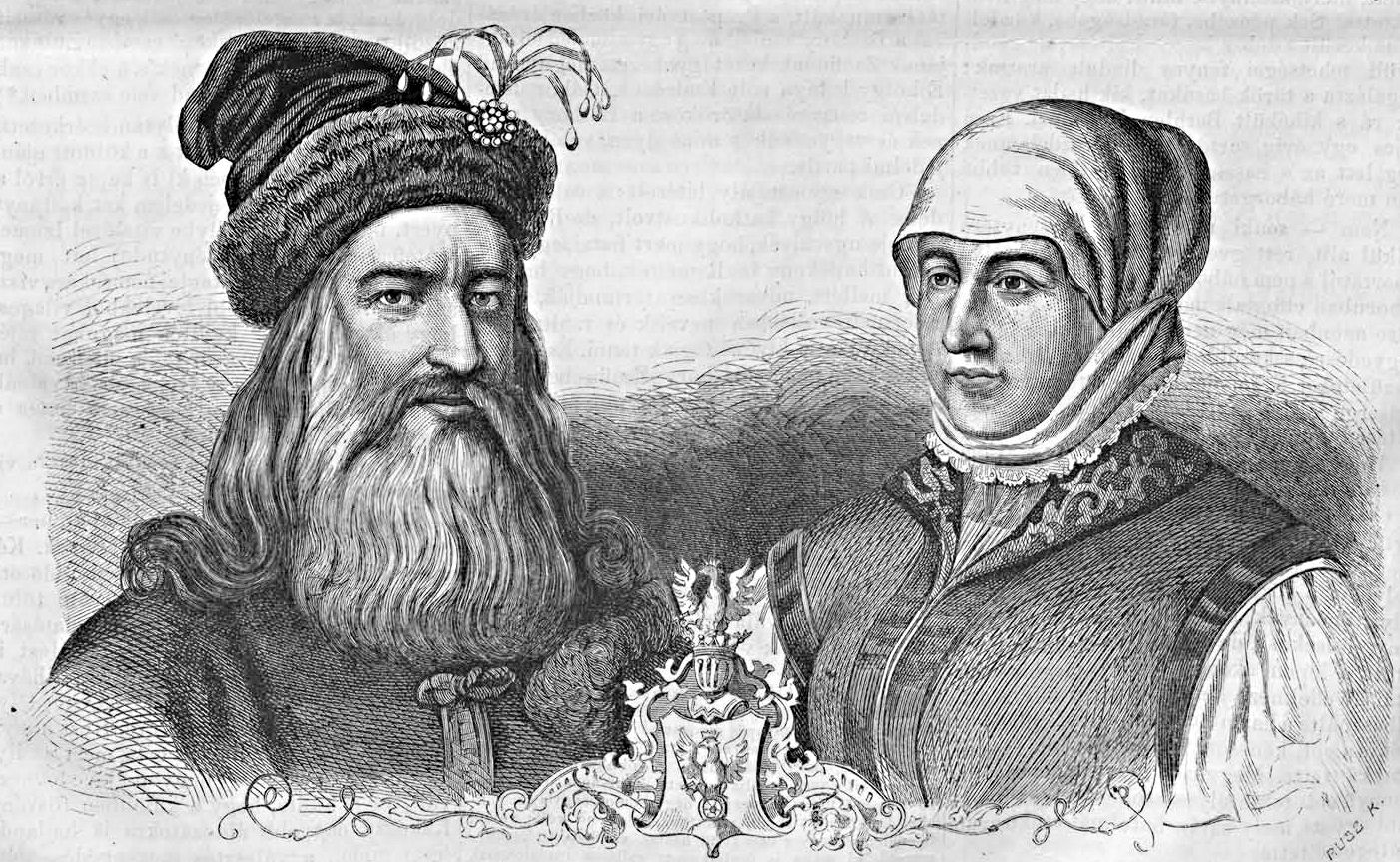
I. Rákóczi György és Lorántffy Zsuzsanna

A vár és a hozzá tartozó birtokok 1635-ben váltak I. Rákóczi György erdélyi fejedelem tulajdonává. A fejedelem itt rendezte be udvarát, és fogadta a francia, lengyel, svéd követeket, akikkel sikeres tárgyalásokat folytatott. Halála után felesége, Lorántffy Zsuzsanna birtokába jutott, aki folytatta annak kibővítését, megerősítését, amihez francia építészek szaktudását is igénybe vette. A középső udvar déli épületére emeletet építettek, amire felkerült a Rákóczi tér felirat. Az épület északi falán ovális kőlapon ez áll:
Lórántffy Zsuzsanna úrnő,
Erdély legkiválóbb és legdicsőbb
fejedelemasszonya e munka 
elvégzését rendelte el
az 1657. évben
Lorántffy Zsuzsanna halála után fia, II. Rákóczi György lett a vár ura. Itt fogadta 1649-ben és 1656-ban többek között Bohdan Hmelnickij zaporizzsjai kozák hetman küldöttségeit, akikkel a Lengyelország ellen irányuló közös fellépésről folytatott tárgyalásokat. II. Rákóczi György 1657-ben a török szultán tiltakozása ellenére hadba lépett Lengyelország ellen, amely azonban csapatainak vereségével végződött. A lengyelek Lubomirsky herceg vezetésével bosszúból felégették Bereg, Ung és Zemplén vármegyéket, lerombolták a városokat, közöttük Munkácsot és Beregszászt is, a várat elfoglalni azonban nem tudták.
II. Rákóczi György halála után felesége, Báthory Zsófia és fia, I. Rákóczi Ferenc költöztek be a várba. I. Rákóczi Ferenc feleségül vette Zrínyi Ilonát, a horvát bán leányát. Házasságukból született II. Rákóczi Ferenc, a magyar történelem egyik legkimagaslóbb alakja.

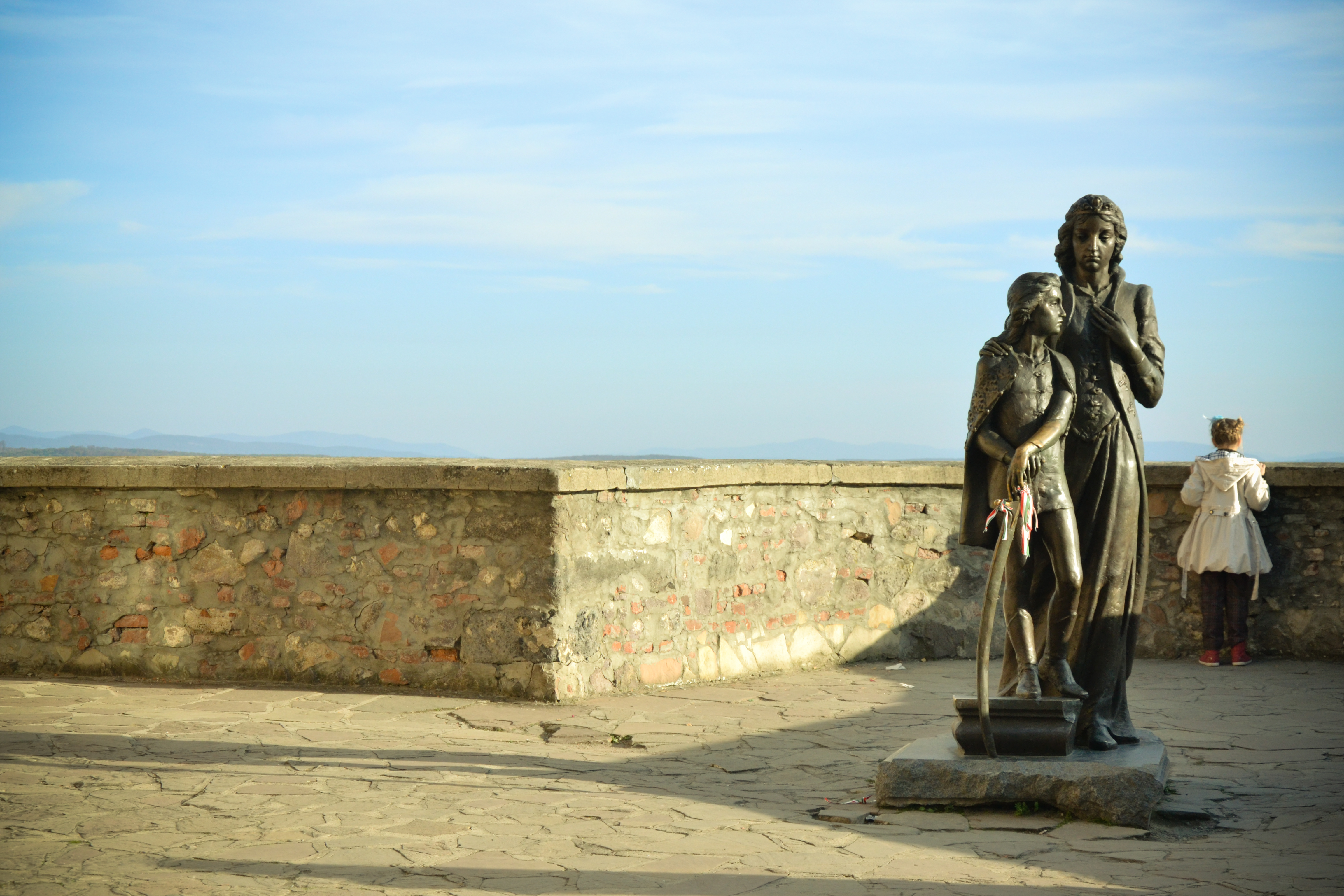
Zrínyi Ilona és a kis II. Rákóczi Ferenc szobra a munkácsi vár Lorántffy bástyáján

I. Rákóczi Ferenc halála után Zrínyi Ilona két gyermekével, Ferenccel és Juliannával özvegyen maradt. A vár minden gondja a hős asszony vállaira nehezedett. Thököly Imre és Zrínyi Ilona a munkácsi várban 1682-ben házasodtak össze. Thököly Imre kijavíttatta a várat, megerősíttette falait, sáncait, gazdag udvart tartott benne.
Miután Thököly török fogságba került, Zrínyi Ilona ismét magára maradt két gyermekével a várban. Az előrenyomuló császári csapatok könnyedén elfoglalták az ungvári várat és 1685 novemberének közepén Munkács alá érkeztek. 
1686. március 10-én Aeneas Caprara (1631−1701) császári tábornagy megadásra szólította fel a védőket, Zrínyi Ilona azonban hajthatatlan maradt. Hét hónapon át védte magyar, ruszin, szlovák és német katonáival a várat, személyes hősiességet tanúsított, tízéves fiával, Ferenccel, gyakran jelent meg a bástyákon, mit sem törődve az erős ágyútűzzel. Leánya, Julianna, a sebesülteket gondozta, ápolta. Az ostrom idején, 1686-ban, Ilona napján, a gyermek Rákóczi Ferenc verssel köszöntötte édesanyját:
...Inség bilincsejét kerölő magyarság,
Egy munkács várában szorult a szabadság,
Kit egy Zrínyi szívű tartott meg asszonyság,
Hol vagy s hálát nem adsz, az egész magyarság!

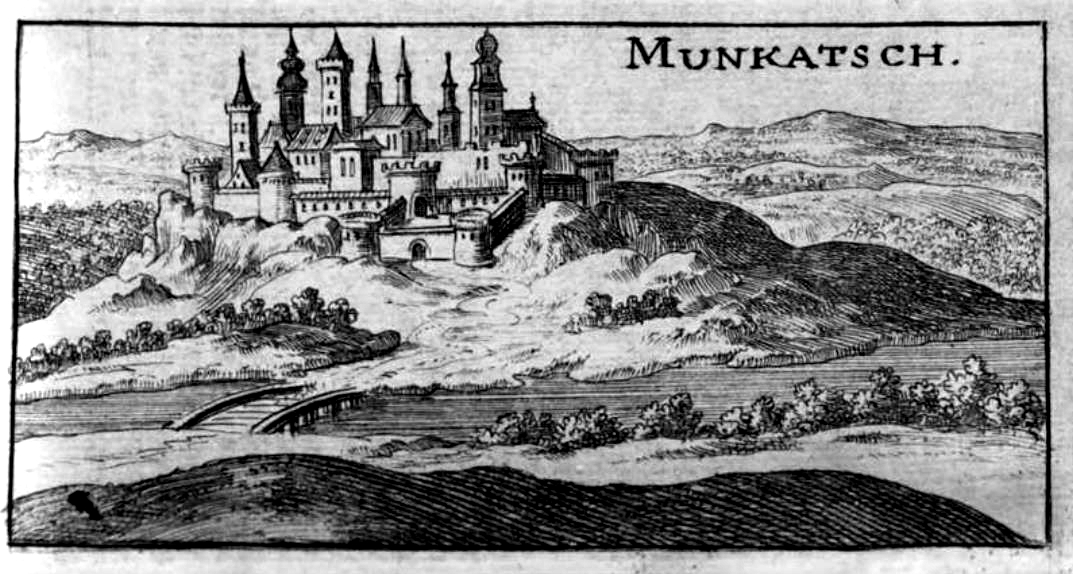
Munkács vára 1688-ban

1686 áprilisában Caprara tábornagy kénytelen volt felhagyni az ostrommal, bosszúból katonái kirabolták Munkácsot, majd Kassa felé visszavonultak. Az ostrom alatt a vár 24 védője esett el, az osztrákok vesztesége ennek sokszorosa volt.
1687-ben Caprara tábornagy ismét ostrom alá vette a  várat, több mint 3000 főnyi katonaságot vonultatott fel ellene. 1687. november 2-án ismét a annak feladására szólította fel Zrínyi Ilonát, aki azonban visszautasította az ajánlatot. Egy éven át tartott az osztrák ostrom, de eredménytelenül. 1687 végén azonban válságosra fordult a védők helyzete, de a védelmet nem adták fel. Ez a vár volt az egyetlen Magyarországon, amelyet az osztrákoknak nem sikerült elfoglalni. Az ellenség azonban nem adta fel a reményt, hogy megszerzi a stratégiailag rendkívül fontos erődítményt, és újabb erőket vont össze a vár alatt.

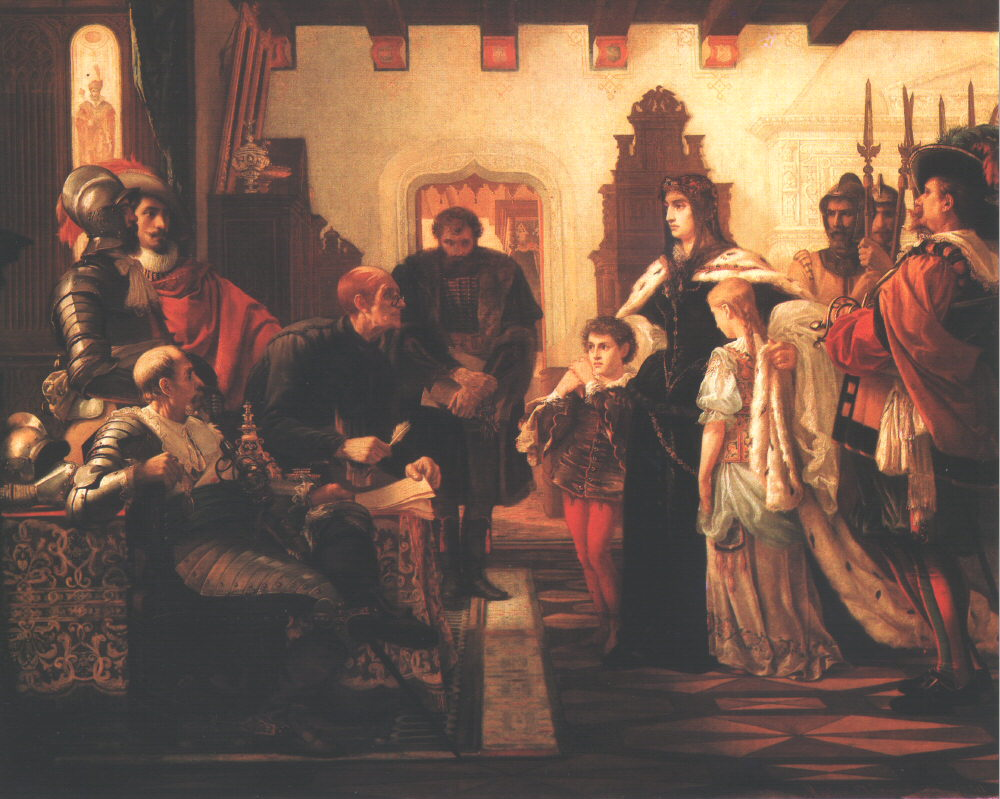
Madarász Viktor: Zrínyi Ilona vizsgálóbírái előtt

Végül Zrínyi Ilona kénytelen volt tárgyalásokba bocsátkozni az ostromlókkal a vár feladásáról. 1688. január 15-én írta alá az erről szóló megállapodást, és két nap múlva I. Lipót császár csapatai Antonio Caraffa vezetésével bevonultak a várba. Zrínyi Ilonát Bécsbe vitték, kolostorba zárták, gyermekeit osztrák líceumokba adták.
I. Lipót utasítást adott a vár megerősítésére, aminek következtében az bevehetetlen erőddé vált.

### Szerepe a Rákóczi szabadságharc idején[4]

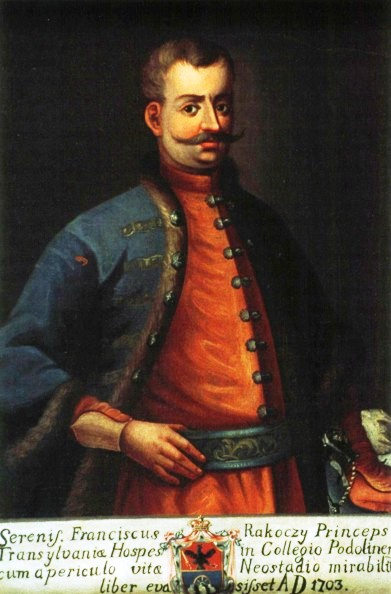
II. Rákóczi Ferenc 1703-ban

A munkácsi vár fontos szerepet játszott II. Rákóczi Ferenc szabadságharcában is. A fejedelem 1703. június 16-án a Vereckei-hágón át érkezett Lengyelországból Magyarországra. Csapatai 1703. június 24-én foglalták el Munkácsot, a várat birtokba venni azonban akkor még nem tudták, noha a Munkács környéki ruszinok végig kitartóan segítették. A vár ostroma 1703 novemberében kezdődött és 1704. február 16-án a kuruc sereg győzelmével ért véget. Rákóczi azonnal beköltözött és innen irányította szabadságharcát, melynek ez igen fontos támaszpontja volt, stratégiai fekvéséből adódóan. Ezért utasítást adott Demoiseaux brigadéros hadmérnöknek, hogy készítsen tervet a vár korszerű kibővítésére és átépítésére. 1705-ben hozzálátott a vár megerősítéséhez, a munkálatok, melynek nagy részét Bereg megyei magyar és ruszin jobbágyok végezték, egészen 1710-ig tartottak. Az építkezéseket először De La Mothe hadmérnöki ezredes felügyelte, majd 1708-tól De la Faux hadmérnök vette át. A vár mellett, a Latorca bal partján lévő malmot a fejedelem 1706-ban pénzverdévé alakíttatta át, amely egészen 1713-ig működött.
II. Rákóczi Ferenc számos külföldi küldöttséget fogadott nagy pompával a munkácsi várban, közöttük I. Péter orosz cár küldötteit is.
A kurucok szabadságharca vereséggel végződött. 1711. június 22-én a  vár védői letették a fegyvert. Az osztrákok kegyetlen bosszút álltak a felkelőkön, több tucat ruszin és magyar falut romboltak le a vár környékén, amely az ezt követő időkben fokozatosan elvesztette stratégiai jelentőségét.

### Sorsa a 18–19. században[4]
A Rákóczi vezette szabadságharc bukása után a munkácsi vár III. Károly király birtokába jutott. A vár fokozatosan elvesztette stratégiai jelentőségét, építményeit főleg hadi szertárnak használták. 1787-ben II. József fogházzá alakította át, 1746-ban kisebb javítási munkálatokat végeztek rajta.
Lengyelország 1772-ben történt első felosztása után Kelet-Galíciát az osztrák birodalomhoz csatolták, és ekkor a vár végkép elvesztette katonai stratégiai jelentőségét.
1782-ben börtönné alakították át, az elkövetkezendő évtizedekben sok neves forradalmár fordult meg kazamatáiban. Itt raboskodott többek között Alexandru Ipsilanti görög nemzeti hős, Kazinczy Ferenc magyar író, nyelvújító és a Martinovics-összeesküvés 42 résztvevője. Itt volt fogoly például M. A. Bakunyin orosz forradalmár és Reindl Ferenc gárdakapitány is, aki 1832-ben merényletet követett el V. Ferdinánd király ellen. A rabokat rendkívül rossz körülmények között, láncra verve tartották.
1805. december 11-től 1806. március 10-ig, 88 napon keresztül, Napóleon elől menekítve, a várban őrizet alatt volt elrejtve a magyar Szent Korona.

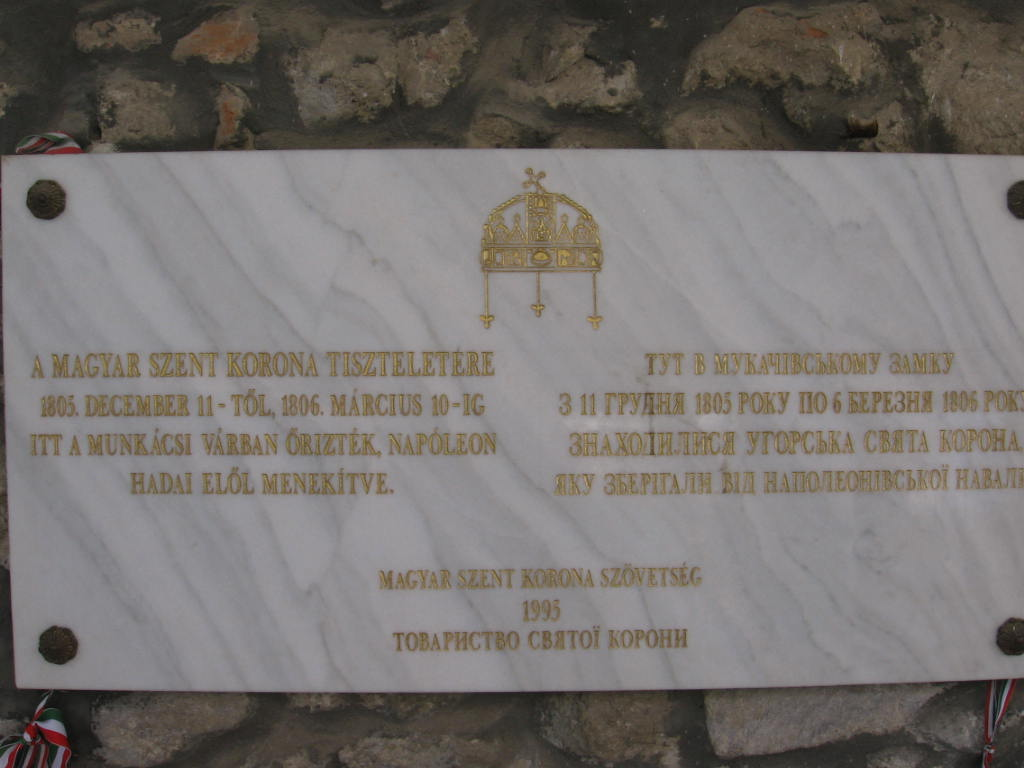
A Szent Korona várban való őrzéséről szóló emléktábla

1834. július 27-én este egy gyertyától meggyulladt a vár egyik kis épülete ablakának függönye. Hatalmas tűzvész keletkezett, amely csaknem egy hétig tartott. A vár valamennyi faépítménye leégett. A tűzvész után újjáépítették, épületeit zsindely helyett cseréppel fedték. Ebben az állapotban maradt fenn napjainkig.
1847. július 11-én Petőfi Sándor tekintette meg a várat. Barátjának Kerényi Frigyesnek küldött XIII. úti levelében, melyet Beregszászban írt, így írta le munkácsi élményeit: „Míg kocsisom megkapatta lovait, én hirtelen megebédeltem, s siettem ki a státusbörtönné alakult várat megtekinteni, mely a várostól jó negyedórányira fekszik a róna közepén. A domb oldalán szőlőt termesztenek, nem szeretnék a borából inni, azt gondolnám, hogy a rabok könnyeit iszom”. Itt írta Petőfi A munkácsi várban című költeményét. Igaz, egyes irodalomtörténészek szerint ezt a versét nem Munkácson írta, ahol csak rövid pihenőt tartott, hanem Beregszászban, hiszen az éjszakát már a Vérke-parti városban töltötte.
1848. március 15-e után a munkácsiak kinyitották a várbörtön kazamatáit, szabadon engedték a rabokat. Ennek emlékére a felső vár félköríves bástyájánál egy hársfát ültettek, melyet később a Szabadság Fájának neveztek el, a hatalmasra nőtt fát azonban 1960. július 21-én egy vihar kidöntötte.

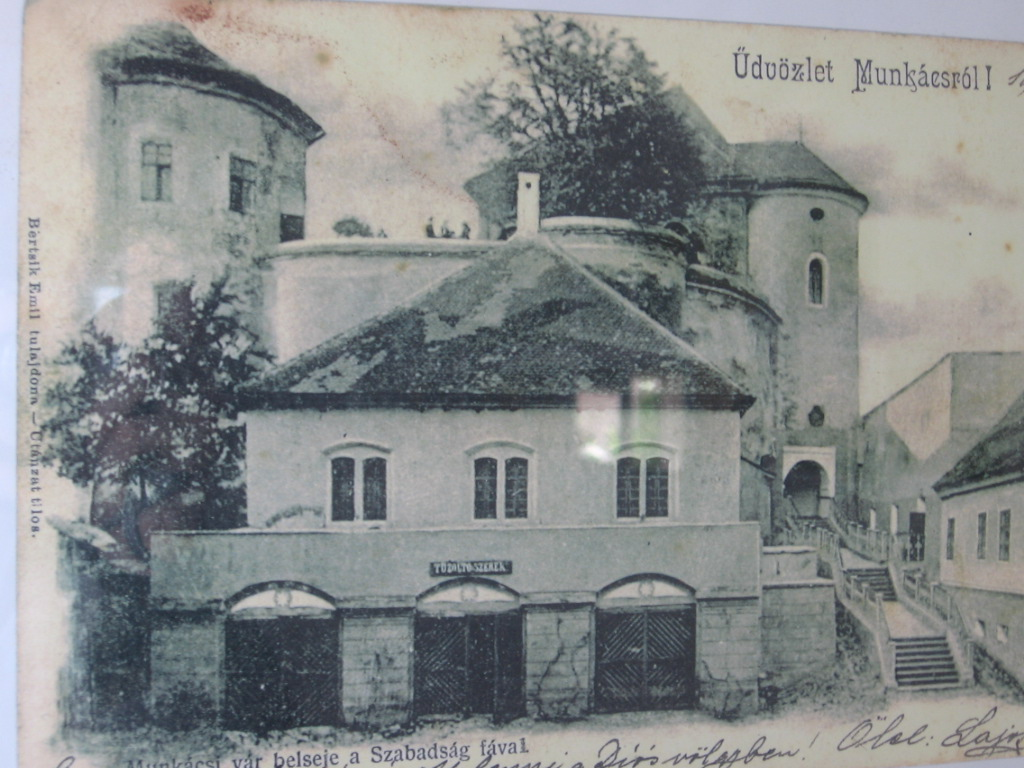
A munkácsi vár a Szabadság Fájával

1849. április 22-én a vár védői Mezőssy Pál várkapitány vezetésével a podheringi Latorca-hídnál megütköztek a császári csapatokkal. A győztes kimenetelű csata színhelyén 1901-ben obeliszket állítottak.
Amikor I. Miklós orosz cár az osztrák császár segítségére sietett, a munkácsi vár védői (32 tiszt és 1329 közkatona) 1849. augusztus 26-án kénytelenek voltak megadni magukat. I. Ferenc József császár rendeletére 1855. július 1-jén a várat ismét börtönné alakították, a szabadságharc sok katonája raboskodott celláiban.
1857–1859-ben átalakításokat végeztek a várban. A munkálatok elvégzésébe bevonták a rabokat is.
1896 októberében, a millenniumi ünnepségek alkalmából a magyar igazságügy-minisztérium megszüntette a börtön működését, a rabokat más fegyintézetekbe szállították át. A várat a pénzügyminisztérium 393 859 koronáért megvásárolta, és a Bereg vármegyei pénzügyőrséget bízta meg fenntartásával. Erre azonban nem volt elegendő pénz, így pusztulásnak indult.

### Munkács vára a 20. században és napjainkban
Az első világháború után, amikor a trianoni békeszerződés értelmében Kárpátalját, lakosságának akarata ellenére Csehszlovákiához csatolták, a várat először a csehszlovák hadsereg (1919–1938), majd a visszacsatolás után pedig 1944-ig a magyar honvédség kaszárnyaként használta. 1945-től a szovjet néphadsereg laktanyája volt. 1962-től 1973-ig az 1. sz. Ipari Szakközépiskola mezőgazdasági gépkezelők (traktoristák) képzésére használta.
1971 és 1993 között a lvivi restauráló intézet tevékenykedett a várban. Ez a restaurációnak nevezett időszak több kárt okozott a várban, mint több évszázad ostroma. A romossá vált várban az utóbbi időben valódi felújítási munkálatok folynak, melynek köszönhetően a vár napról napra szépül és a helyreállított termekben több kiállítás is várja a látogatókat. Itt kapott helyet a Lehoczki-gyűjtemény anyagára támaszkodó Munkácsi Történelmi Múzeum, amely a történelem minden korszakából bemutat kiállítási tárgyakat.
Kiemelkedően fontos esemény volt a várban a 2007-ben megrendezett Munkácsy kiállítás, melyen a festő legtöbb művét bemutatták.

## Turulszobor

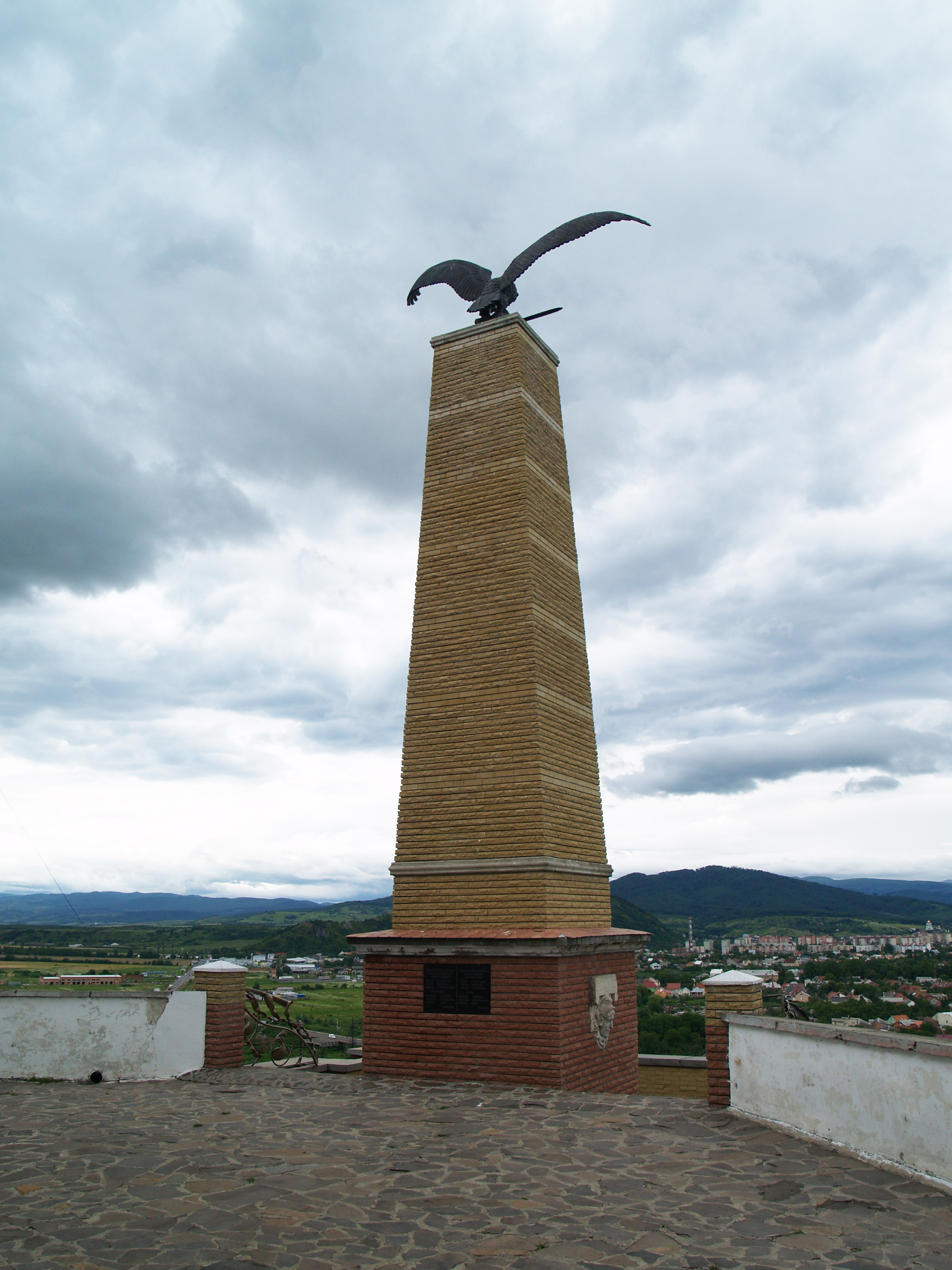
A turulszobor a vár Hajdú-bástyáján (2010)

A honfoglalás ezeréves évfordulója alkalmából a vár északkeleti Hajdú-bástyáján ünnepélyes keretek között avatták fel 1896-ban, egy obeliszk tetején álló hatalmas, kiterjesztett szárnyú, csőrében kardot tartó bronz turulmadarat. A szobor Bezerédy Gyula alkotása volt (egy másolatát Zimonyban is felállították a millenniumi ünnepségek során), amely egy díszes talapzatú, Berczik Gyula által tervezett 33 méter magas obeliszk tetejére került. Az első világháborút lezáró Párizs környéki békeszerződések keretében Kárpátalja Csehszlovákiához került és a várat kaszárnyává alakították. 1924. december 17-én eltávolították a turulmadarat majd az emlékoszlopot is lebontották. 1945-ben a turult a Vörös Hadsereg beolvasztatta és Frigyesfalva vasgyárában vörös csillagokat öntöttek belőle, ezeket szovjet emlékművek tetején helyezték el.
A Szovjetunió felbomlása után Pákh Sándor (Pákh Imre édesapja) kezdeményezte, hogy öntsék újra a szobrot és állítsák azt vissza a várban, amelyhez a Pákh család jelentős anyagi támogatást nyújtott alapítványukon keresztül. 2008 márciusában a szobrot visszaállították, Lengyel Zoltán, Munkács akkori megbízott polgármestere a történelmi igazságtétel pillanatának nevezte a szobor avatóünnepségét. A szobor Mihajlo Beleny (Belény  Mihály) alkotása, amely az eredeti mása egy kicsit nagyobb méretben, és egy 25 méteres oszlop tetejére került.
2022. október 13-án a Turul-szobrot eltávolították, miután a vár kezelője, a Munkácsi Történelmi Múzeum kéréssel fordult a város végrehajtó bizottságához. A kérés arra vonatkozott, hogy kerüljön rá fel Ukrajna címere, de hogy ezt a turul helyére szeretnék, az nem világos, mindenesetre a bizottság már másnap döntött erről, és a szobrot azonnal el is távolították. A városi tanács képviselőinek többsége ezután tiltakozott a döntés ellen és a Kárpátaljai Magyar Kulturális Szövetség az ügyészséghez fordul, mert szerintük arról nem dönthetett volna jogszerűen a végrehajtó bizottság egyedül. Viktor Baloha, a térség parlamenti képviselője szerint (aki 2008-ban támogatta a visszaállítást, és most fia a polgármester): „politikai döntés született, jelezve, hogy a magyar kormány állásfoglalása az Oroszország által Ukrajna ellen indított háborúban mélypontra vitte a két ország korábbi években sem problémamentes kapcsolatát”. Október 25-től a Turul-szobor helyén már az ukrán címer háromágú szigonya áll.